# Пуэрто-Принсеса
Пуэ́рто-Принсе́са (исп. , англ. и таг. Puerto Princesa) — город на Филиппинах, на острове Палаван, административный центр провинции Палаван. По данным 2000 года насчитывает 161 912 жителей, 33 306 домов. Известен своими крокодильими фермами и подземными реками. Недалеко от города создан Национальный парк подземной реки (англ. Puerto Princesa Subterranean River National Park), взятый под охрану ЮНЕСКО как памятник Всемирного наследия. Это явление природы объясняется наличием в окрестностях города известняковых карстовых горных пород, в которых легко образуются полости, в которых и течёт вода.
Город назван в честь принцессы Эулалии де Бурбон, дочери Изабеллы II Испанской, которая во время экспедиции 1872 года и основала город на острове Парагуас (он же — Палаван).
Город Пуэрто-Принсеса расположен в середине острова Палаван. Примерно 306 морских миль отделяет его от Манилы, 250 — от острова Панай, 250 — от Замбоанги.
Первоначальное название, Пуэрто де ла Принсеса, было позже сокращено.

## История, народ и культура
Испанские колонизаторы основали здесь поселение 4 марта 1872 года с целью исследования региона. В 1894 году город был признан одним из наиболее красивых городов страны. Уже в то время здесь был построен удобный морской порт. В 1911 году новое, американское, правительство устроило здесь административный центр провинции Палаван во главе с мэром Джоном Брауном.
Пуэрто-Принсеса получила в 1970 г. статус «крупного города».
Со времени своего основания это был центр активности Палавана, центр торговли и развивающейся промышленности, и эти традиции поддерживаются его властями до нынешних дней.
Волны переселенцев из разных провинций Филиппин, а также из разных стран, способствовали формированию смешанного типа культуры в столице Палавана. Коренными являются такие народности, как куйюнон, тагбанва и батаки. Каждая имеет свою самобытную культуру и язык. Здесь распространены также тагальский, висайя и английский, как языки межнационального общения.

## Достопримечательности
- Собор Непорочного зачатия, построен в 1872 г., на проспекте Рисаля.
- Парк принцессы Эулалии, основан в 1872 г.
- Парк Мендоса, разбит в честь борцов сопротивления против японских оккупантов.
- Музей Палавана, рядом с парком Мендоса.
- Жемчужина Пуэрто